# Szent Emmerám
Szent Emmerám vagy Regensburgi Emmerám (más nevén Emmeramus, Emmeran, Emeran, Heimrammi, Haimeran, vagy Heimeran) Poitiersban született keresztény püspök és vértanú. 652 körül halt meg és a neki szentelt Szent Emmerám-apátságban temették el Regensburgban, Németországban. Emléknapja a katolikus egyházban szeptember 22-én van.

## Élete
Emmerám életéről csaknem kizárólag másodlagos forrásokból tudunk. Freisingi Arbeo 750 körül írt egy életrajzot Emmerámról Vita Sancti Emmerami címmel hozzávetőlegesen 100 évvel a szent halála után. Ezen forrás szerint Emmerám aquitániai nemesi családba született. Egyes források megemlítik, hogy később Poitiers püspöke lett, bár az okiratok között ez nem szerepel. Lehetséges, hogy ez az esemény Dido halála és Ansoaldus kinevezése között volt. Amikor 649 körül hallott a Bajorországban terjedő pogányságról, Ratisbonába utazott az Agilolfingek udvarába, I. Theodo bajor herceghez. Az utazása a Loire völgyén, a Fekete-erdőn és a Dunán keresztül vezetett. Theodo fogadta udvarában Emmerámot, aki mintegy három évig térítő munkásságot folytatott itt. A bajorok úgy ismerték meg Emmerámot, mint egy jámbor embert.

## Legenda a Catholic Encyclopedia[1]szerint
Emmerám legendája szerint I. Theodo bajor herceg lánya, Uta (vagy Ota) Emmerámnak bevallotta házasságon kívüli terhességét. Arbeo szerint az apa Sigipaldus lehetett Theodo udvarából. Emmerám azt javasolta Utának, hogy vallja be az apa kilétét, akit az udvarban nagy tisztelet övezett, és így enyhítse saját szégyenét. Nem sokkal ezután, 651-ben, ratisbonai tevékenységének harmadik évében elzarándokolt Rómába. Elutazása után Uta őt jelölte meg jövendő gyermeke apjának. Amikor ezt Theodo herceg és fia Lantpert megtudták, Lantpert elindult a püspök után. Egy Helfendorf (a München közelében fekvő Aying városrésze) nevű helységben érte utol a régi római Via Julia Augusta úton, mely Salzburgot és Augsburgot kötötte össze. Lantpert és követői elkezdték Emmerám kínvallatását. Mártírságának napja a hagyomány szerint szeptember 22. Emmerám társai, Vitalis és Wolflete saját vérében fekve találtak rá, de még élt. Sürgősen Anschheimbe vitték az akkor ott álló erődített Szent Péter templomba. Halála után gyorsan terjedt népszerűsége. Miután Uta bevallotta az igazat, Emmerámot Anschheimben temették el. A legenda szerint ekkor negyven napig esett az eső. Emmerámot később exhumálták, maradványait tutajra tették az Isaron. Amikor a tutaj elérte a Dunát, csodálatos módon árral szemben felúszott Regensburgig, ahol Emmerámot a Szent György templomban helyezték el. Gawibaldus püspök a maradványait a neki szentelt templomba vitette. Ez a templom 1642-ben leégett, és 1645-ben maradványait a Szent Emmerám-apátságba szállították. A templom ma basilica minor, melynek oltára alatt ezüst ereklyetartóban van a szent lábcsontja. Ignaz de Senestrez püspök 1833-ban az ereklyét kánoni vizitációja során ellenőrizte.
Emmerám kultusza a régi Magyarországon valószínűleg Gizella királyné tevékenysége következtében terjedt el. Gizella a Regensburgból magával hozott papok által alapította a nyitrai Szent Emmerám-bazilikát, melyben Emmerám ereklyéjét helyezték el. A szlovák történészek véleménye alapján azonban Emmerám kultusza Pribina nagymorva fejedelem idejében terjedt el (feltételezik, hogy felesége regensburgi volt, bár erre nincs bizonyíték). Ez az elmélet azonban nyilván más okból is hibás. Egyrészt a morva templom nem a várhegyen, hanem a síkságon terült el, ahogy a korabeli morva város is (Nitrava), illetve érdekes módon nincs Emmerámnak szentelt templom sehol másutt Szlovákiában vagy Csehországban.